# Camila Pinzón
Camila Andrea Pinzón Jiménez (sinh ngày 10 tháng 5 năm 1996) là một người mẫu và hoa hậu người Colombia. Cô đăng quang danh hiệu Hoa hậu Thế giới Colombia 2022, cô là đại diện Boyacá đầu tiên đăng quang Hoa hậu Thế giới Colombia và sẽ đại diện cho Colombia tại Hoa hậu Thế giới 2023. Trước đó cô từng lọt Top 13 tại Hoa hậu Hoàn vũ Colombia 2021.

## Tiểu sử
Camila sinh ngày 10 tháng 5 năm 1996 tại Duitama, Boyacá. Bố của cô là Javier Pinzón và mẹ của cô là Camila Jiménez. Cô đã hoàn thành chương trình giáo dục tiểu học và trung học tại Colegio Campestre Suazapawa ở Nobsa, Boyacá. Sau đó, cô sinh sống tại Pháp và Anh để học đại học và thạc sĩ về Kinh doanh Quốc tế và Tiếp thị tại Đại học Sorbonne và Đại học Cambridge. Là một Người mẫu, cô đã trình diễn cho nhiều thương hiệu khác nhau như Louis Vuitton, Dior và Prada. Cô nói được tiếng Tây Ban Nha, tiếng Anh, tiếng Pháp và tiếng Ý.

## Các cuộc thi sắc đẹp

### Hoa hậu Hoàn vũ Colombia 2021
Camila đã tham gia cuộc thi Hoa hậu Hoàn vũ Colombia 2021 diễn ra vào Thứ Hai, ngày 18 tháng 10 năm 2021 tại Tòa thị chính Chamorro ở thành phố Bogotá, cạnh tranh với 24 ứng viên khác cho danh hiệu và cô lọt vào Top 13 chung cuộc, người chiến thắng của cuộc thi là Valeria Ayos đến từ Cartagena.

### Hoa hậu Thế giới Colombia 2022
Camila thi đấu với tư cách là người được yêu thích nhất để giành chiến thắng trong cuộc thi, đêm chung kết diễn ra vào ngày 20 tháng 8 năm 2022 tại Câu lạc bộ Quân đội của các Sĩ quan Quân đội ở thành phố Bogotá. Vào đêm chung kết, cô được trao vương miện Hoa hậu Thế giới Colombia 2022 bởi người tiền nhiệm Andrea Aguilera đến từ Antioquia. Cô sẽ đại diện Colombia tại Hoa hậu Thế giới 2023.